# Iraquara
Iraquara es una ciudad y municipio en el estado de Bahia, en la región noreste de Brasil. 

## Geografía
Su población estimada en 2006 era de 28.015 habitantes. Se encuentra en el centro de Bahia, Chapada Diamantina. Es muy visitado por ser dueño de cuevas como Pratinha, Lapa Doce, Torrinha, Gruta Azul, Gruta da Fumaça, entre otros. 